# Gaspard Musabyimana

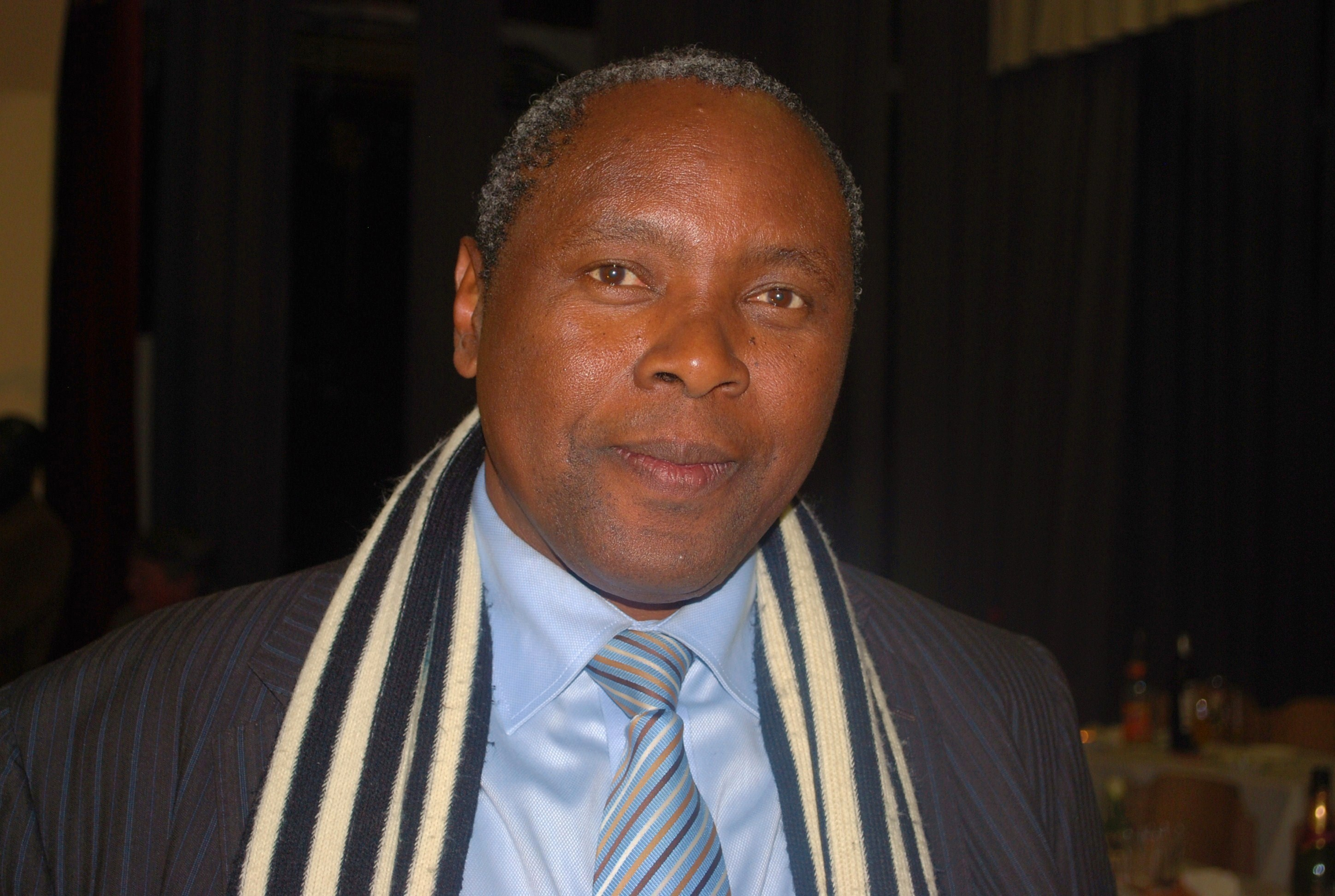
Gaspard Musabyimana (2011)

Gaspard Musabyimana (* 12. März 1955 in Nyamugali, Ruhengeri) ist ein ruandischer Schriftsteller. Er hat einen multidisziplinären Hintergrund.

## Werke (Auswahl)
- 1993: Les années fatidiques pour le Rwanda. Coup d'œil sur les préparatifs intensifs de la « guerre d'octobre », 1986-1990, (Kigali)
- 1999: Sexualité, rites et mœurs sexuels de l'ancien Rwanda. Une facette de la culture rwandaise (Brüssel)
- 2003: La vraie nature du FPR. D'Ouganda en Rwanda (L'Harmattan)
- 2003: Sprookjes uit afrikaanse savanne (Brüssel), mit Freunden
- 2004: L'APR et les réfugiés rwandais au Zaïre 1996-1997. Un génocide nié (L'Harmattan)
- 2006: Pratiques et rites sexuels au Rwanda (L'Harmattan)
- 2008: Rwanda : le mythe des mots (L'Harmattan)
- 2009: Rwanda, le triomphe de la criminalité politique (L'Harmattan)
- 2011: Dictionnaire de l'histoire politique du Rwanda (Éditions Scribe)
- 2014: Rwanda. Vingt ans de pouvoir du FPR. Quel bilan? (Editions Scribe) mit Emmanuel Neretse.